# Watch Dogs
Watch Dogs (ook geschreven als Watch_Dogs of WATCH_DOGS) is een open wereld-, action-adventure- en third-person shooter-spel ontwikkeld door Ubisoft Montreal en enkele andere dochterondernemingen van Ubisoft. Het spel werd in Europa op 27 mei 2014 uitgebracht voor de PlayStation 3, PlayStation 4, Windows, Xbox 360 en Xbox One. De Wii U-versie werd in Europa op 20 november 2014 uitgebracht.

## Gameplay
Watch Dogs speelt zich af in de stad Chicago en draait om het hoofdpersonage Aiden Pearce, een briljante hacker die in zijn gewelddadige jeugd al riskante criminele activiteiten ondernam. Met zijn bijzondere mobiele telefoon kan hij alles wat te maken heeft met ctOS hacken. Dit gebruikt hij om aan de politie te ontkomen, of simpelweg om de beelden van beveiligingscamera's te bekijken. Verder kan hij persoonlijke informatie van zijn doelwitten downloaden, om ze zo (gemakkelijker) te kunnen lokaliseren. Ook kan de speler bijvoorbeeld verkeerslichten hacken, om op deze manier een ongeluk als dekking te creëren. In het spel is het mogelijk om met een auto te rijden en met boten te varen, vliegende voertuigen zijn echter niet mogelijk. Ook een trein besturen is niet mogelijk, maar de speler kan de trein wel hacken.

### Hoofdpersonage
De speler speelt als Aiden Pearce, een man die werd gevormd door geweld en zijn obsessie voor surveillance. In het geheim houdt hij zijn familie 24 uur per dag in de gaten om ze te beschermen tegen iets wat in het verleden is gebeurd. Helaas loopt zijn familie toch gevaar. Aiden Pearce zijn familie zijn Nicole 'Nicky' Pearce (zus), Jackson Pearce (neef) en Lena Pearce (nicht). Na het overlijden van zijn nicht vindt hij het als oom en broer belangrijk dat Jackson en zijn zus Nicole Pearce in veiligheid blijven.

### Multiplayer
Watch Dogs kent een geïntegreerde multiplayer. Dit houdt in dat terwijl een speler de singleplayer-modus speelt, andere spelers zijn wereld kunnen hacken. Ubisoft heeft aangegeven dat dit optioneel is. Verder is het mogelijk om te spelen in Free Roam mode of deel te nemen aan het Encryptie Spel. De Free Roam bestaat uit acht spelers, hierin is iedereen vrij om te doen en laten wat hij of zij wil. Deze modus is echter, net zoals het Encryptie Spel, enkel beschikbaar op PlayStation 4, Xbox One en PC.

## Ontvangst
| Recensiescore            | Recensiescore                            |
| Publicist                | Score                                    |
| ------------------------ | ---------------------------------------- |
| Computer and Video Games | 9/10 (PS4)                               |
| Eurogamer                | 7/10 (PS4)                               |
| Game Informer            | 7,5/10 (PS3, X360) 8,5/10 (PS4, Win, X1) |
| Gamer.nl                 | 8/10 (PS4)                               |
| GameSpot                 | 8/10 (PS4, X1)                           |
| IGN                      | 7,5/10 (PS3) 8,4 (PS4, Win, X360, X1)    |
| IGN Benelux              | 8,5/10 (PS4)                             |
| Power Unlimited          | 89/100 (PS4)                             |
| Tweakers                 | 4/5 (PS4)                                |

Watch Dogs werd over het algemeen goed ontvangen. Cijfers van recensenten schommelen tussen de 8 en 9 voor de achtste generatie spelcomputers en voor Windows. De versies voor de PlayStation 3 en Xbox 360 scoren gemiddeld een punt lager, veelal door de slechtere grafische kwaliteit op die consoles.

### Verkoop
Naar een persbericht van Ubisoft bleek dat Watch Dogs alle verkoopcijfers van eerste dagen na release van vorige spellen van het bedrijf had overtroffen. In de eerste week na de release waren er al meer dan vier miljoen exemplaren verkocht. Op 11 juli 2014 bleek dat Ubisoft al meer dan acht miljoen exemplaren van het spel heeft verscheept.

## Systeemvereisten
Op 2 oktober 2013 werden de systeemvereisten van Watch Dogs gevonden op Uplay, het distributieplatform van Ubisoft. Dit bleek later foutieve informatie te zijn en Ubisoft gaf op 8 oktober de officiële systeemvereisten, die hoger uitvielen dan de eerder gelekte, vrij. Een belangrijke ontwikkeling is dat om het spel te kunnen spelen het besturingssysteem 64-bits moet zijn; 32-bitssystemen zijn niet compatibel met het spel.
|                   | Minimaal                                                               | Aanbevolen                                                             |
| ----------------- | ---------------------------------------------------------------------- | ---------------------------------------------------------------------- |
| Besturingssysteem | Windows Vista (SP2) 64-bit, Windows 7 (SP1) 64-bit of Windows 8 64-bit | Windows Vista (SP2) 64-bit, Windows 7 (SP1) 64-bit of Windows 8 64-bit |
| Processor         | Intel Core 2 Quad Q8400 op 2.66 Ghz of AMD Phenom II X4 940 op 3.0 Ghz | Intel Core i7 3770 op 3.5 Ghz of AMD FX-8350 op 4.0 Ghz                |
| Werkgeheugen      | 6 GB RAM                                                               | 8 GB RAM                                                               |
| Grafische kaart   | Met 1 GB grafisch geheugen; DirectX 11-compatibel met Shader Model 5   | Met 2 GB grafisch geheugen; DirectX 11-compatibel met Shader Model 5   |
| Geluidskaart      | DirectX 9 compatibel                                                   | DirectX 9 compatibel                                                   |

## Edities
| Inhoud                              | Inhoud                              | Standard           | Special Edition    | Vigilante Edition                        | Uplay Exclusive Edition | Limited Edition    | Dedsec Edition                           | Uplay Deluxe Edition             | Digital Deluxe Edition   | Gold              | Season Pass   |
| ----------------------------------- | ----------------------------------- | ------------------ | ------------------ | ---------------------------------------- | ----------------------- | ------------------ | ---------------------------------------- | -------------------------------- | ------------------------ | ----------------- | ------------- |
| Exclusief                           | Exclusief                           |                    |                    | Europa, Midden-Oosten, Azië en Australië | Uplay Store (Ubishop)   | Noord-Amerika      | Europa, Midden-Oosten, Azië en Australië | Alleen PC, Uplay Store (Ubishop) | Alleen PC en Playstation | Playstation Store |               |
| Speelschijf                         | Speelschijf                         | Ja                 | Ja                 | Ja                                       | Ja                      | Ja                 | Ja                                       | Nee                              | Nee                      | Nee               | Nee           |
| Download                            | Download                            | Nee                | Nee                | Nee                                      | Nee                     | Nee                | Nee                                      | Ja                               | Ja                       | Ja                | Benodigd spel |
| Extra spel content                  | White Hat Pack                      | Alleen Playstation | Alleen Playstation | Alleen Playstation                       | Alleen Playstation      | Alleen Playstation | Alleen Playstation                       | Ja                               | Ja                       | Ja                | Nee           |
| Extra spel content                  | Breakthrough Pack                   | Nee                | Ja                 | Nee                                      | Ja                      | Nee                | Ja                                       | Ja                               | Ja                       | Ja                | Ja            |
| Extra spel content                  | Palace Pack                         | Nee                | Nee                | Ja                                       | Ja                      | Nee                | Ja                                       | Ja                               | Ja                       | Ja                | Ja            |
| Extra spel content                  | Signature Shot Pack                 | Nee                | Nee                | Nee                                      | Ja                      | Nee                | Ja                                       | Ja                               | Ja                       | Ja                | Ja            |
| Extra spel content                  | The Untouchables Pack               | Nee                | Nee                | Nee                                      | Ja                      | Nee                | Nee                                      | Ja                               | Ja                       | Ja                | Ja            |
| Extra spel content                  | Cyberpunk Pack                      | Nee                | Nee                | Nee                                      | Ja                      | Nee                | Nee                                      | Ja                               | Ja                       | Ja                | Ja            |
| Extra spel content                  | Blume-Agent Pack                    | Nee                | Nee                | Nee                                      | Ja                      | Nee                | Nee                                      | Ja                               | Ja                       | Ja                | Ja            |
| Extra spel content                  | DedSec-Shadow Pack                  | Nee                | Nee                | Nee                                      | Ja                      | Nee                | Nee                                      | Ja                               | Nee                      | Ja                | Ja            |
| Extra spel content                  | T-Bones singleplayer-campaign DLC   | Nee                | Nee                | Nee                                      | Nee                     | Nee                | Nee                                      | Nee                              | Nee                      | Ja                | Ja            |
| Extra spel content                  | Conspiracy Mode Digital Trip DLC    | Nee                | Nee                | Nee                                      | Nee                     | Nee                | Nee                                      | Nee                              | Nee                      | Ja                | Ja            |
| Kaart van Chicago                   | Kaart van Chicago                   | Nee                | Nee                | Nee                                      | Nee                     | Nee                | Ja                                       | Nee                              | Nee                      | Nee               | Nee           |
| Exclusieve verpakking               | Exclusieve verpakking               | Nee                | Nee                | Ja                                       | Nee                     | Ja                 | Ja                                       | Nee                              | Nee                      | Nee               | Nee           |
| Original Soundtrack                 | Original Soundtrack                 | Nee                | Nee                | Ja                                       | Nee                     | Ja                 | Ja                                       | Nee                              | Nee                      | Nee               | Nee           |
| Aiden Pearces iconic Cap            | Aiden Pearces iconic Cap            | Nee                | Nee                | Ja                                       | Nee                     | Nee                | Nee                                      | Nee                              | Nee                      | Nee               | Nee           |
| Aiden Pearces Vigilante Masker      | Aiden Pearces Vigilante Masker      | Nee                | Nee                | Ja                                       | Nee                     | Ja                 | Nee                                      | Nee                              | Nee                      | Nee               | Nee           |
| Steelbook                           | Steelbook                           | Nee                | Nee                | Nee                                      | Ja                      | Ja                 | Ja                                       | Nee                              | Nee                      | Nee               | Nee           |
| 23 cm Aiden Pearce Figuur           | 23 cm Aiden Pearce Figuur           | Nee                | Nee                | Nee                                      | Nee                     | Ja                 | Ja                                       | Nee                              | Nee                      | Nee               | Nee           |
| Artbook                             | Artbook                             | Nee                | Nee                | Nee                                      | Nee                     | Ja                 | Ja                                       | Nee                              | Nee                      | Nee               | Nee           |
| 4 Augmented Reality verzamelkaarten | 4 Augmented Reality verzamelkaarten | Nee                | Nee                | Nee                                      | Nee                     | Nee                | Ja                                       | Nee                              | Nee                      | Nee               | Nee           |
| 3 exclusieve badges                 | 3 exclusieve badges                 | Nee                | Nee                | Nee                                      | Nee                     | Nee                | Ja                                       | Nee                              | Nee                      | Nee               | Nee           |

## Trivia
- In december 2017 en maart 2020 werd de PC-versie van het spel tijdelijk gratis vrijgegeven aan PC-spelers.
- De oorspronkelijke uitgave was in laat 2013, dit was echter uitgesteld naar mei 2014.